# Nathaniel Pope

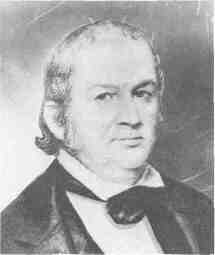
Nathaniel Pope

Nathaniel Pope (* 5. Januar 1784 in Louisville, Kentucky; † 22. Januar 1850 in St. Louis, Missouri) war ein US-amerikanischer Jurist und Politiker. In den Jahren 1817 und 1818 vertrat er das Illinois-Territorium als Delegierter im Repräsentantenhaus der Vereinigten Staaten; später wurde er Bundesrichter.

## Frühe Jahre
Nathaniel Pope entstammte einer bekannten Politikerfamilie. Er war der jüngere Bruder von US-Senator John Pope (1770–1845) und ein Cousin von Ninian Edwards (1775–1833), der ebenfalls US-Senator sowie Gouverneur von Illinois war. Nathaniel Popes Sohn John (1822–1892) war Bürgerkriegsgeneral im Heer der Union; sein Neffe Daniel Pope Cook (1794–1827) war Kongressabgeordneter für Illinois.
Pope besuchte die Transylvania University in Lexington. Nach einem anschließenden Jurastudium und seiner Zulassung als Rechtsanwalt begann er ab 1804 in Ste. Genevieve in diesem Beruf zu arbeiten. Bald darauf zog er nach Springfield im Illinois-Territorium. Zwischen 1809 und 1816 war er geschäftsführender Beamter der dortigen Territorialregierung.
Bei den Kongresswahlen des Jahres 1816 wurde Pope als Delegierter seines Territoriums in den US-Kongress in Washington, D.C. gewählt, wo er am 4. März 1817 die Nachfolge von Benjamin Stephenson antrat. Dieses Amt bekleidete er bis zum 30. November 1818, als das Territorium aufgelöst wurde. Zu diesem Zeitpunkt wurde der neue Bundesstaat Illinois gegründet. Noch während seiner Zeit als Kongressdelegierter war Pope bei der Festlegung der Nordgrenze des neuen Bundesstaates beteiligt. Er war maßgeblich daran beteiligt, dass unter anderem das Gebiet der späteren Stadt Chicago zu Illinois kam.
Zwischen dem 30. November 1818 und dem 3. März 1819 war Pope als Urkundsbeamter (Register) beim Katasteramt in Edwardsville tätig. Von 1819 bis zu seinem Tod war er Bundesrichter am Bundesbezirksgericht für Illinois. Im Jahr 1824 kandidierte er erfolglos für den US-Senat. Nathaniel Pope starb am 22. Januar 1850 in St. Louis.